# James Piccoli
James Piccoli (Montreal, 5 de septiembre de 1991) es un ciclista canadiense que fue profesional entre 2014 y 2023. Puso fin a su carrera tras disputar el Gran Premio de Montreal 2024.

## Palmarés
2016
- Tobago Cycling Classic

2017
- Tour de Southland, más 1 etapa

2018
- Tour de Beauce, más 1 etapa[3]

2019
- 1 etapa del Tour de Taiwán
- Tour de Gila, más 1 etapa
- 1 etapa del Tour de Beauce
- 1 etapa del Tour de Utah

2023
- 1 etapa del Tour de Hainan

## Resultados en Grandes Vueltas y Campeonatos del Mundo
| Carrera         | Carrera         | 2018 | 2019 | 2020  | 2021 | 2022 | 2023 |
| --------------- | --------------- | ---- | ---- | ----- | ---- | ---- | ---- |
|                 | Giro de Italia  | —    | —    | —     | —    | —    | —    |
|                 | Tour de Francia | —    | —    | —     | —    | —    | —    |
|                 | Vuelta a España | —    | —    | 125.º | 86.º | —    | —    |
| Mundial en Ruta | Mundial en Ruta | —    | Ab.  | —     | —    | —    | —    |

—: no participa

Ab.: abandono